# 塔尔海姆 (海尔布隆县)
塔尔海姆是德国巴登-符腾堡州的一个市镇。总面积11.62平方公里，总人口4794人，其中男性2391人，女性2403人（2011年12月31日），人口密度413人/平方公里。